# 10 000 meter för herrar i friidrott vid olympiska sommarspelen 1988
10 000 meter för herrar vid olympiska sommarspelen 1988 i Seoul avgjordes den 26 oktober. 

## Medaljörer
| Gren         | Guld                      | Guld     | Silver                     | Silver   | Brons                    | Brons    |
| 10 000 meter | Brahim Boutayeb · Marocko | 27.21,44 | Salvatore Antibo · Italien | 27.23,55 | Kipkemboy Kimeli · Kenya | 27.25,16 |

## Resultat

### Final
| Placering | Final                    | Tid      |
| --------- | ------------------------ | -------- |
|           | Brahim Boutayeb (MAR)    | 27:21.46 |
|           | Salvatore Antibo (ITA)   | 27:23.55 |
|           | Kipkemboi Kimeli (KEN)   | 27:25.16 |
| 4.        | Jean-Louis Prianon (FRA) | 27:36.43 |
| 5.        | Arturo Barrios (MEX)     | 27:39.32 |
| 6.        | Hansjörg Kunze (GDR)     | 27:39.35 |
| 7.        | Paul Arpin (FRA)         | 27:39.36 |
| 8.        | Moses Tanui (KEN)        | 27:47.23 |
| 9.        | Marti ten Kate (NED)     | 27:50.30 |
| 10.       | Antonio Prieto (ESP)     | 27:52.78 |
| 11.       | Mauricio González (MEX)  | 27:59.90 |
| 12.       | Evgeni Ignatov (BUL)     | 28:09.32 |
| 13.       | António Pinto (POR)      | 28:09.53 |
| 14.       | Kozu Akutsu (JPN)        | 28:09.70 |
| 15.       | Rolando Vera (ECU)       | 28:17.64 |
| 16.       | John Halvorsen (NOR)     | 27:39.35 |
| 17.       | Shuichi Yoneshige (JPN)  | 29:04.44 |
| 18.       | Bruce Bickford (USA)     | 29:09.74 |
| –         | Boniface Merande (KEN)   | DNF      |
| –         | Eamonn Martin (GBR)      | DNF      |

### Icke-kvalificerade
| Placering | Försöksheat                 | Tid      |
| --------- | --------------------------- | -------- |
| 21.       | Ezequiel Canario (POR)      | 28:43.02 |
| 22.       | Alberto Cova (ITA)          | 28:43.84 |
| 23.       | Pat Porter (USA)            | 28:45.04 |
| 24.       | Steve Binns (GBR)           | 28:52.88 |
| 25.       | Antonio Serrano (ESP)       | 29:01.13 |
| 26.       | Musa Ahmed Joda (SUD)       | 29:03.87 |
| 27.       | Pedro Ortiz (COL)           | 29:08.25 |
| 28.       | Marcos Barreto (MEX)        | 29:18.14 |
| 29.       | Boay Akonay (TAN)           | 29:19.06 |
| 30.       | Paul McCloy (CAN)           | 29:34.07 |
| 31.       | Lee Sang-Keun (KOR)         | 29:37.14 |
| 32.       | Ahmed Ebrahim Warsama (QAT) | 29:37.99 |
| 33.       | Stanley Mandebele (ZIM)     | 29:50.99 |
| 34.       | Edward Nabunone (INA)       | 29:55.23 |

| Placering | Löpare                      | Tid           |
| --------- | --------------------------- | ------------- |
| 35.       | Talan Omar Abdillahi (DJI)  | 30:08.53      |
| 36.       | Policarpio Calizaya (BOL)   | 30:35.01      |
| 37.       | Ismael Yaya (CHA)           | 30:47.29 (NR) |
| 38.       | Haribahadur Rokaya (NEP)    | 30:48.16      |
| 39.       | Charles Naveko (MAW)        | 31:23.53      |
| 40.       | Abdulkarim Dawod (YAR)      | 32:33.04      |
| 41.       | Aaron Dupnai (PNG)          | 32:50.63      |
| 42.       | Bineshwar Prasad (FIJ)      | 33:30.43      |
| 43.       | John Maeke (SOL)            | 35:16.93      |
| –         | Jose Manuel Albentosa (ESP) | DNF           |
| –         | Dionisio Castro (POR)       | DNF           |
| –         | Andrew Lloyd (AUS)          | DNF           |
| –         | Paul Williams (CAN)         | DNF           |
| –         | Mike McLeod (GBR)           | DNF           |
| –         | Kamana Koji (ZAI)           | DNF           |
| –         | Tsukasa Endo (JPN)          | DNF           |
| –         | Steve Plasencia (USA)       | DNF           |
| –         | Martin Vrábel (TCH)         | DNF           |